# Małyńsk
Małyńsk (ukr. Малинськ) – wieś na Ukrainie w obwodzie rówieńskim, w rejonie bereźneńskim. W 2001 roku liczyła 1700 mieszkańców. 
Znajduje się tu stacja kolejowa Małyńsk, położona na linii Równe – Baranowicze – Wilno.

## Historia
Miejscowość powstała na bazie osady budowniczych linii kolejowej Równe-Wilno ukończonej w 1905 roku. Jej nazwa pochodzi od nazwiska miejscowego magnata - Małyńskiego. W osadzie mieszkali głównie robotnicy pracujący w tartaku eksploatującym okoliczne lasy, smolarni i innych zakładach. Po rewolucji 1905 roku do pracy w nich zesłano do Małyńska wielu rewolucjonistów.
Spalony podczas I wojny światowej przez Rosjan w obawie przed zajęciem przez Niemców. 
W II Rzeczypospolitej Małyńsk należał do gminy Bereźne w powiecie kostopolskim województwa wołyńskiego. Przeważała w nim ludność polska.
Po ataku III Rzeszy na Związek Radziecki w 1941 roku w Małyńsku Ukraińcy dokonali pogromu Żydów plądrując żydowskie domy. W latach 1942–1943 Ukraińcy zabili w Małyńsku 19 Polaków wymuszając wyjazd pozostałych na roboty przymusowe w III Rzeszy.
W czasie okupacji niemieckiej mieszkający tutaj Polacy - Jan Rościszewski, Janina Wiluszyńska (po mężu Maciuba) i Stefania Wiluszyńska (po mężu Całow) - udzielali pomocy Żydom, za co w 1998 roku Instytut Jad Waszem uhonorował ich tytułami Sprawiedliwych wśród Narodów Świata.